# Heinrich Petri
Pour les articles homonymes, voir Petri.

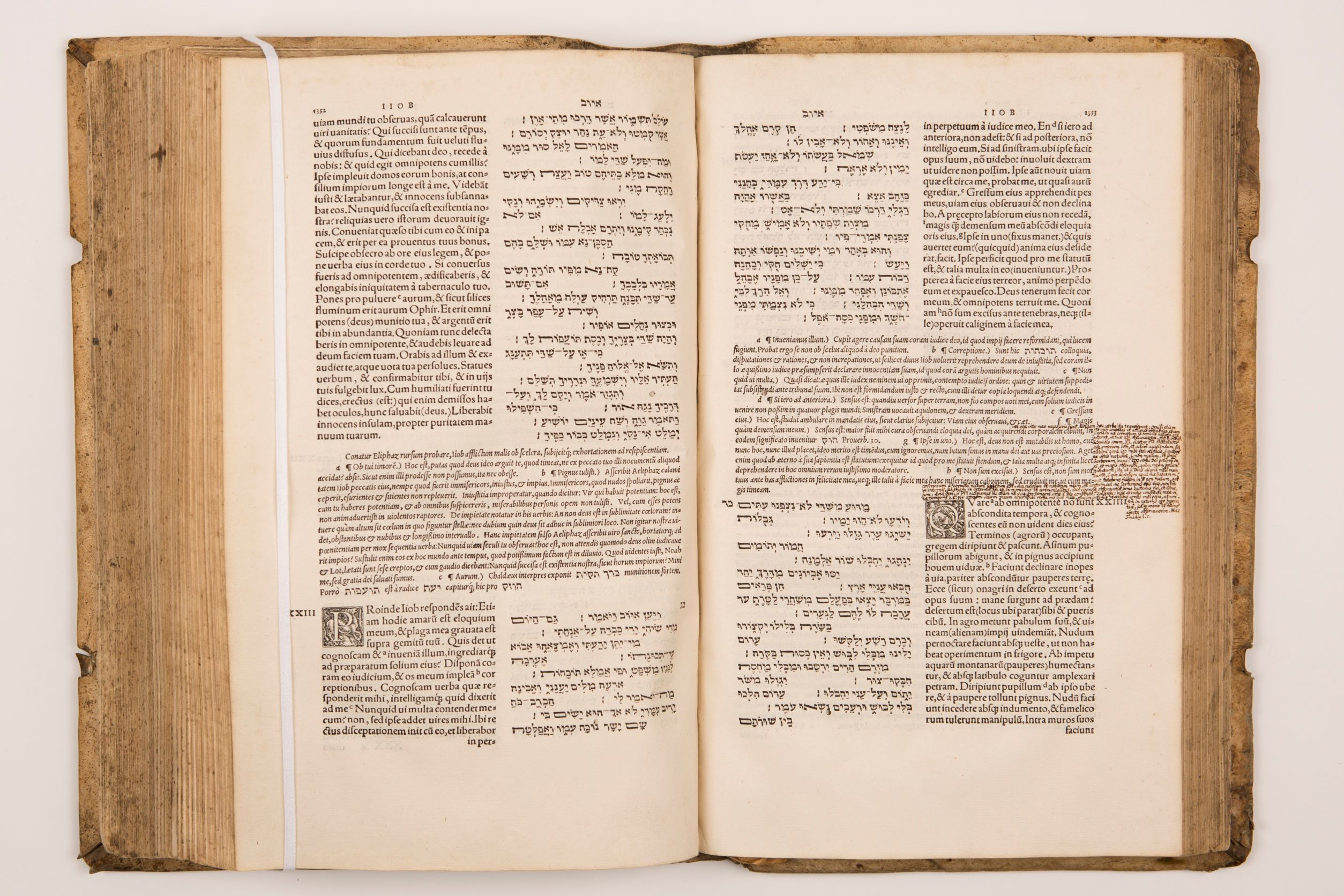
Sebastian Münster, Biblia Hebraica: traduction latine de la Bible hébraïque imprimée par Heinrich Petri et Michael Isengrin, 1546, Bâle, dans la collection du Musée juif de Suisse.

Heinrich Petri ou Heinrich von Henricpetri, né en 1508 à Bâle (Confédération des XIII cantons), où il est mort le 15 avril 1579, est un imprimeur-éditeur.

## Biographie
Heinrich Petri est le fils d'Adam Petri, imprimeur bâlois, lui-même neveu de Johannes Petri (1441-1511), fondateur de la première imprimerie bâloise en 1488. Sa famille est liée à Johann Petreius (né à Bâle), qui deviendra un prestigieux imprimeur à Nuremberg. 
La maison qu'il dirige s'appelle (la) Basilea Officina Henricpetrina. Heinrich Petri a été anobli par Charles Quint en 1556.
Il a entre autres imprimé les livres de Sebastian Münster, géographe et mathématicien. La seconde édition du De revolutionibus orbium coelestium de Nicolas Copernic, datée de 1566 (Ex officina Henricpetrina) est due à son fils Sebastian (Bâle, 1546-1627), qui est formé par son père et finirt par reprendre l'affaire sous le nom de Sebastian Henricpetri.
Sebastian Henric Petri fait faillite le 24 mars 1626, du fait de la Guerre de Trente Ans, mettant un terme à l'âge d'or de l'imprimerie bâloise. Après plusieurs décennies, l'héritage pétrinien fut repris par Hans Jakob Bertsche l'ancien (1625-1707), qui racheta le privilège et récupéra le matériel et une partie du fonds.